# Приллер, Йозеф
Йозеф «Пипс» Приллер (нем. Josef «Pips» Priller; 27 июня 1915, Ингольштадт, Бавария — 20 мая 1961, Бобинген) — немецкий лётчик-ас Второй мировой войны, в ходе которой одержал 101 победу в 307 боевых вылетах, в т.ч 11 над 4-х моторными бомбардировщиками. Является одним из троих летчиков, одержавших более ста побед, все победы которых были одержаны над Западной Европой. Также является пилотом, одержавшим наибольшее количество побед над Спитфайрами. На его счету их было 68 штук. Кавалер Рыцарского Креста с Дубовыми листьями и Мечами.

## Биография
В 1935 году фаненюнкер Приллер был призван на службу в вермахт. Первоначально служил в 19 пехотном полку. В октябре 1936 году оберфенрих Приллер был переведен в Люфтваффе и приступил к летной подготовке в Зальцведеле.
1 апреля 1937 года в звании лейтенанта Приллер начал службу в I./JG135. В марте 1938 года участвовал в аншлюсе Австрии. В ноябре 1938 года его группа была сначала переформирована в I./JG233, а 1 мая 1939 года снова в I./JG51.
В июле 1939 года Приллер был переведен в I./JG71, на базе которой в октябре 1939 года вновь сформировали группу II./JG51 и 1 октября Приллер был назначен командиром одной из эскадрилий — 6./JG51.
Первые свои две победы Приллер одержал 28 мая 1940 года, в самый разгар Французской кампании, в районе Дюнкерка в бою с истребителями RAF. К концу кампании на его счету было 6 подтвержденных побед.
В Битве за Британию Приллер принимал самое активное участие и 17 октября 1940 года одержал свою 20-ю победу. За этот успех 19 октября 1940 года он был награждён Рыцарским крестом железного креста. Всего за эту кампанию он одержал 14 побед. 20 ноября 1940 года Приллер был переведен на должность командира эскадрильи 1./JG26.
Поскольку последующие после окончания Битвы за Британию несколько месяцев воздушные бои происходили редко Приллер не одержал ни одной победы. В начале лета 1941 года командование RAF приступило к проведению операции «Цирк» — налетам небольших групп бомбардировщиков под прикрытием истребителей. Теперь немцы были в роли обороняющихся, с чем они успешно справлялись. Приллер снова начал одерживать победы, сбив в период с 11 июня по 14 июля двадцать самолетов противника, в том числе 18 «Спитфайров». 20 июля за это он был награждён Дубовыми листьями к Рыцарскому кресту и стал 28-м кавалером этой награды в Рейхе, успев перед этим, 19 июля, сбить очередной «Спитфайр», одержав 41-ю победу.
Приллер продолжал одерживать победы, и концу 1941 года на его счету их значилось 58, а 6 декабря 1941 года гауптман Йозеф Приллер сменил на посту командира группы III./JG26 Герхарда Шепфеля, который, в свою очередь, занял должность командира эскадры Адольфа Галланда.
В течение 1942 года Приллер продолжал одерживать победы. 27 марта на его счету была 60-я, 5 мая 70-я, а концу года уже 81 победа. К этому времени он являлся ведущим экспертом JG26 и 11 января 1943 года сменил на посту командира эскадры Герхарда Шепфеля.
На новой должности Приллер проявил себя ещё и незаурядным командиром. Требования к пилотам у Приллера были столь высокими, что когда в феврале 1943 года с Восточного фронта в распоряжение его эскадры перебросили группу III./JG54, он долгое время не разрешал ей участвовать в боевых действиях.
Также, в течение 1943 года он проводил испытания различных видов оружия, однако возросшая ответственность и неотложные поручения ограничили его непосредственное участие в воздушных боях. Тем не менее Приллер продолжал сам летать и в период с 5 апреля 1943 по 13 апреля 1944 года он сбил очередные 13 самолетов противника, доведя число своих побед до 96.
К 6 июня 1944 года — высадке в Нормандии союзников, JG26 оказалась неподготовленной. Две её группы находились в состоянии перебазирования на новые аэродромы в центральной Франции, а третья размещалась в Южной Франции. Поэтому, когда потребовались разведданные о состоявшейся высадке, только самолеты штаба были готовы к немедленному вылету. В итоге в полет отправился сам Приллер вместе со своим постоянным ведомым, Гейнцем Водарчуком. Под прикрытием низкой облачности два «Фокке-Вульф 190» прошлись на бреющем полете над районом высадки, а затем благополучно вернулись на базу.
Вынужденный снова летать, свою 100-ю победу Приллер одержал 15 июня 1944 года, когда он возглавил операцию по отражению налета американских тяжелых бомбардировщиков в сопровождении мощного эскорта истребителей. Под его руководством в воздух было поднято сводное подразделение из самолетов групп II. и III./JG26, а также III./JG54. Боевой рапорт Приллера гласил:

Во время лобовой атаки я несколько раз попал в один из «Боингов» на левом фланге вражеского строя. После короткой схватки с очень сильным эскортом, я со своими ребятами вновь атаковал с фронта группу примерно из двадцати «Либерейторов». Открыв огонь по левому крайнему бомбардировщику в первой тройке, я с удовлетворением отметил попадания в кабину и в оба двигателя на левой плоскости. Быстро отвалив в сторону, я заметил, как подбитый мною «Либерейтор» вывалился из строя и, объятый пламенем, с креном пошел вниз. Падения его я не видел, так как шел интенсивный бой и невозможно было отвлечься.

За эти успехи, 2 июля 1944 года Приллер, 73-м человеком в вермахте, был награждён Мечами к своему Рыцарскому кресту.
Двойное командование было помехой Приллеру — его полеты были еще более ограничены, 101-й и последней победой Приллера стал сбитый 12 октября американский истребитель P-51 «Мустанг».
А последней воздушной операцией аса стала неудачная операция Боденплятте — атака аэродромов союзников истребительными частями 1 января 1945 года. В ходе операции Приллер возглавлял свою эскадру и группу III./JG54. Его самолеты атаковали аэродромы Брюссель-Эвре (Brussels-Evére) и Брюссель-Гримберген (Brussels-Grimbergen). В этом бою погиб его верный ведомый Водарчук.
28 января 1945 года Приллер был назначен инспектором Истребительного Командования «Восток» (Jagdflieger Ost). Эта должность подразумевала запрет на боевые вылеты. И конец войны ас встретил в штабе.
После войны Приллер занимался семейным пивоваренным бизнесом.
Умер 20 мая 1961 года в Бобингене от сердечного приступа.